# 斯塔罗耶农村居民点
斯塔罗耶农村居民点（俄语：Старосельское сельское поселение）是俄罗斯联邦沃洛格达州沃洛格达区所属的一个农村居民点。其下辖有123个居民点，行政中心为斯特里兹涅沃。据2015年统计，该农村居民点的人口为3024人。